# Mário Wilson
Mário Wilson (Lourenço Marques, 1929. október 17. – 2016. október 3.) mozambiki születésű portugál labdarúgó, hátvéd, edző.

## Pályafutása

### Játékosként
1948-49-ben a mozambiki Desportivo Lourenço Marques játékosa volt. 1949 és 1951 között a portugál Sporting labdarúgója volt és egy bajnoki címet nyert a csapattal. 1951 és 1963 között az Académica együttesében szerepelt.

### Edzőként
1964 és 1999 között edzőként tevékenykedett. 1964 és 1968 illetve 1980 és 1983 között volt klubja, az Académica vezetőedzője volt. A Benfica csapatánál négy alkalommal dolgozott. Ez idő alatt egy bajnoki címet és két portugál kupagyőzelmet ért el a csapattal. 1978 és 1980 között a portugál válogatott szövetségi kapitánya volt.

## Sikerei, díjai

### Játékosként
Sporting CP
- Portugál bajnokság (Primeira Liga)
  - bajnok: 1950–51

### Edzőként
Benfica
- Portugál bajnokság (Primeira Liga)
  - bajnok: 1975–76
- Portugál kupa (Taça de Portugal)
  - győztes: 1980, 1996